# NUTS 1 Regiões estatísticas da Inglaterra
A Nomenclatura de unidades territoriais para estatística (NUTS) é um geocódigo padrão pela Eurostat para referenciar as subdivisões do Reino Unido da Grã-Bretanha e Irlanda do Norte para fins estatísticos. O código NUTS para o Reino Unido é UK e existem 12 regiões de primeiro nível dentro do estado. Como um país do Reino Unido, existem 9 regiões na Inglaterra. O padrão é desenvolvido e regulado pela União Europeia (UE). O padrão NUTS é fundamental para entregar o Fundo Estrutural da UE. Uma hierarquia de três níveis é estabelecida pelo Eurostat. A subestrutura corresponde a divisão administrativa dentro do país. Anteriormente, existiam as divisões NUTS IV e V; estes agora foram substituídos por Unidades administrativas locais (LAU-1 e LAU-2 respectivamente).
Entre 1994 e 2011, as nove regiões tiveram um papel administrativo na implementação da política do UK Governo e como áreas abrangidas por órgãos (principalmente indiretamente) eleitos.

## Lista de regiões
O NUTS 1 As regiões estatísticas correspondem às regiões da Inglaterra utilizadas pelo Office for National Statistics do Reino Unido.
- UKC. Nordeste
- UKD. Noroeste
- UKE. Yorkshire e Humber
- UKF. Midlands Orientais
- UKG. Midlands Ocidentais
- UKH. Leste da Inglaterra
- UKI. Grande Londres
- UKJ. Sudeste
- UKK. Sudoeste

A Grande Londres tem um Prefeito eleito diretamente e Assembléia. As outras oito regiões têm Conselho de líderes das autoridades locais, que tem um papel na coordenação do governo local a nível regional, com membros nomeados pelos órgãos Governo local na Inglaterra. Esses conselhos foram substituídos indiretamente eleitos assembleias regionais, que foram criados em 1994 e realizaram diversas funções de coordenação, lobby, escrutínio e planejamento estratégico até sua abolição.

## Subestrutura das regiões
Cada região da Inglaterra é dividida em uma variedade de condados metropolitanos e não metropolitanos. Para fins NUTS, essas subdivisões são formalmente conhecidas como NUTS níveis 2 e 3.
- A região de Londres é dividida em

Bairros de Londres (NUTS 2)
- Todas as outras regiões estão divididas em

condados metropolitanos (NUTS 2)
condados não metropolitanos (NUTS 2 ou 3 dependendo da região) e
autoridades unitárias (geralmente NUTS 3).